# Датский языковой совет

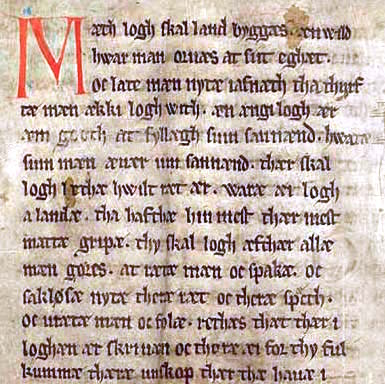
Страница Ютландского Закона, Королевская библиотека Дании

Датский языковой совет (дат. Dansk Sprognævn) — организация — официальный регулятор датского языка. Совет создан в 1955 году, является подразделением министерства культуры Дании, его офис расположен в городе Богенсе. Основные задачи совета:
- следить за развитием датского языка;
- отвечать на запросы о функционировании и использовании датского языка;
- обновлять Орфографический словарь датского языка (дат. Retskrivningsordbogen).

Сотрудники Совета отслеживают содержание печатных и электронных СМИ, читают издающиеся на датском языке книги, фиксируют появление и использование новых слов и терминов. Новые слова, которые получили широкое распространение, официально добавляются в Орфографический словарь датского языка, которому по закону должны следовать все государственные и образовательные учреждения. Совет ежегодно получает порядка 14 тысяч запросов по телефону и в письменной форме, половина из них — от организаций, и другая половина — от частных лиц.
Датский языковой совет сотрудничает на постоянной основе с организациями — языковыми регуляторами из других скандинавских стран: шведским и норвежским языковым советом, вырабатывая и координируя совместные мероприятия.